# Tirreno-Adriatico 1972
La Tirreno-Adriatico 1972, settima edizione della corsa, si svolse dall'11 al 15 marzo 1972 su un percorso di 884 km, suddiviso su 5 tappe (l'ultima suddivisa su 2 semitappe). La vittoria fu appannaggio del belga Roger De Vlaeminck, che completò il percorso in 23h46'52", precedendo l'elvetico Josef Fuchs e lo svedese Tomas Pettersson.

## Tappe
| Tappa  | Data     | Percorso                                            | km  | Vincitore di tappa | Leader cl. generale |
| ------ | -------- | --------------------------------------------------- | --- | ------------------ | ------------------- |
| 1ª     | 11 marzo | Ladispoli > Alatri                                  | 196 | Tomas Pettersson   | Tomas Pettersson    |
| 2ª     | 12 marzo | Fiuggi > Pescasseroli                               | 174 | Josef Fuchs        | Josef Fuchs         |
| 3ª     | 13 marzo | Pescasseroli > Alba Adriatica                       | 219 | Patrick Sercu      | Josef Fuchs         |
| 4ª     | 14 marzo | Alba Adriatica > Civitanova Marche                  | 191 | Roger De Vlaeminck | Josef Fuchs         |
| 5ª-1   | 15 marzo | San Benedetto del Tronto > San Benedetto del Tronto | 86  | Rik Van Linden     | Josef Fuchs         |
| 5ª-2   | 15 marzo | San Benedetto del Tronto (cron. individuale)        | 18  | Roger De Vlaeminck | Roger De Vlaeminck  |
| Totale | Totale   | Totale                                              | 884 |                    |                     |

## Classifiche finali

### Classifica generale - Maglia azzurra
| Pos. | Corridore          | Squadra          | Tempo     |
| ---- | ------------------ | ---------------- | --------- |
| 1    | Roger De Vlaeminck | Dreher           | 23h46'52" |
| 2    | Josef Fuchs        | Filotex          | a 12"     |
| 3    | Tomas Pettersson   | Ferretti         | a 31"     |
| 4    | Frans Verbeeck     | Watney-Maes Pils | a 47"     |
| 5    | Noël Van Clooster  | Watney-Maes Pils | a 1'14"   |
| 6    | Felice Gimondi     | Salvarani        | a 1'32"   |
| 7    | Davide Boifava     | Zonca            | a 1'41"   |
| 8    | Ole Ritter         | Dreher           | s.t.      |
| 9    | Gösta Pettersson   | Ferretti         | a 2'00"   |
| 10   | Antoon Houbrechts  | Salvarani        | a 2'02"   |